# Serényfalva, Borsod-Abaúj-Zemplén
Serényfalva este un sat în districtul Putnok, județul Borsod-Abaúj-Zemplén, Ungaria, având o populație de 1.059 de locuitori (2011). 

## Demografie
Componența etnică a satului Serényfalva
     Maghiari (93,21%)
     Romi (6,14%)
     Alții (0,65%)
Componența confesională a satului Serényfalva
     Romano-catolici (42,12%)
     Reformați (20,59%)
     Fără religie (7,74%)
     Greco-catolici (1,61%)
     Necunoscută (27,67%)
     Luterani (0,28%)
     Alte religii (4,91%)
Conform recensământului din 2011, satul Serényfalva avea 1.059 de locuitori. Din punct de vedere etnic, majoritatea locuitorilor (93,21%) erau maghiari, cu o minoritate de romi (6,14%). Nu există o religie majoritară, locuitorii fiind romano-catolici (42,12%), reformați (20,59%), persoane fără religie (7,74%) și greco-catolici (1,61%). Pentru 27,67% din locuitori nu este cunoscută apartenența confesională.